# Julius Kiefer
Julius Kiefer (* 15. Oktober 1820 in Saarbrücken; † 26. Dezember 1899 ebenda) war ein deutscher Kaufmann, Saarbrücker Bürgermeister und Ornithologe.

## Leben
Kiefer wurde 1820 als Sohn des Apothekers Georg Adolf Kiefer geboren. Er besuchte das Ludwigsgymnasium in seiner Heimatstadt und legte 1836 das Abitur ab. Anschließend absolvierte er bis 1839 seine Lehrzeit in der Farbwarenhandlung Karcher. 1840 begann er seinen Militärdienst beim 9. Husarenregiment in Saarbrücken. Nach der Entlassung arbeitete er als Kaufmann in Mannheim und Stuttgart, bevor er dann 1845 eine Anstellung bei der Firma Decker & Söhne in Amsterdam fand.
1846 ging Kiefer nach Konstantinopel und war dort im folgenden Jahr Buchhalter des Handelshauses Mathieu & Frères. 1852 gründete er mit den Gebrüdern Antoniadi ein Handelshaus in Konstantinopel. 1860 kehrt er nach Deutschland zurück und war in den nächsten Jahren selbstständiger Kaufmann in Offenbach am Main. 1870 kehrte er in seine Heimatstadt Saarbrücken zurück. Am 29. Dezember 1871 wurde er zum Bürgermeister in Saarbrücken gewählt und amtierte bis 1884. 1886 bis 1889 war er Dritter Beigeordneter, 1889 bis 1892 Erster Beigeordneter der Stadt.
Kiefer starb 1899 und wurde auf dem Friedhof Alt-Saarbrücken beigesetzt.

## Wirkung als Ornithologe
Kiefer publizierte ab 1877 zahlreiche Beiträge zur heimischen Vogelwelt und gilt als „Pionier der saarländischen Ornithologie“.

## Ehrungen
1871 wurde Kiefer in die Saarbrücker Casinogesellschaft aufgenommen. Am 19. Dezember 1890 wurde Kiefer zum Ehrenbürger der Stadt Saarbrücken ernannt. Heute erinnert eine Straße im Saarbrücker Stadtteil St. Arnual an Kiefer.